# Hochei pe iarbă la Jocurile Olimpice de vară din 2020
Probele sportive de hochei pe iarbă la Jocurile Olimpice de vară din 2020 s-au desfășurat în perioada 24 iulie–6 august 2021 pe Oi Seaside Park din Tokyo, Japonia. Douăsprezece echipe au concurat în cele două probe, respectiv cel masculin și cel feminin.

## Medaliați
| Probă            | Aur | Argint | Bronz |
| Masculin Detalii | Belgia (BEL) · Gauthier Boccard · Tom Boon · Thomas Briels · Cédric Charlier · Félix Denayer · Nicolas De Kerpel · Arthur De Sloover · Sébastien Dockier · John-John Dohmen · Simon Gougnard · Alexander Hendrickx · Antoine Kina · Loïck Luypaert · Augustin Meurmans · Victor Wegnez · Vincent Vanasch · Florent Van Aubel · Arthur Van Doren | Australia (AUS) · Daniel Beale · Joshua Beltz · Tim Brand · Andrew Charter · Tom Craig · Matt Dawson · Blake Govers · Jeremy Hayward · Tim Howard · Dylan Martin · Trent Mitton · Eddie Ockenden · Flynn Ogilvie · Lachlan Sharp · Joshua Simmonds · Jacob Whetton · Tom Wickham · Aran Zalewski                                                                              | India (IND) · Surender Kumar · Varun Kumar · Birendra Lakra · Vivek Prasad · Dilpreet Singh · Gurjant Singh · Harmanpreet Singh · Hardik Singh · Mandeep Singh · Manpreet Singh · Rupinder Pal Singh · Shamsher Singh · Simranjeet Singh · Nilakanta Sharma · P. R. Sreejesh · Sumit · Lalit Upadhyay · Amit Rohidas      |
| Feminin Detalii  | Olanda (NED) · Felice Albers · Eva de Goede · Xan de Waard · Marloes Keetels · Josine Koning · Sanne Koolen · Laurien Leurink · Frédérique Matla · Freeke Moes · Laura Nunnink · Malou Pheninckx · Pien Sanders · Lauren Stam · Margot van Geffen · Stella van Gils · Caia van Maasakker · Maria Verschoor · Lidewij Welten                     | Argentina (ARG) · Agustina Albertario · Agostina Alonso · Noel Barrionuevo · Valentina Costa Biondi · Emilia Forcherio · Agustina Gorzelany · María José Granatto · Victoria Granatto · Julieta Jankunas · Sofía Maccari · Delfina Merino · Valentina Raposo · Rocío Sánchez Moccia · Micaela Retegui · Victoria Sauze · Belén Succi · Sofía Toccalino · Eugenia Trinchinetti | Marea Britanie (GBR) · Giselle Ansley · Grace Balsdon · Amy Costello · Fiona Crackles · Sarah Evans · Maddie Hinch · Sarah Jones · Hannah Martin · Shona McCallin · Lily Owsley · Hollie Pearne-Webb · Isabelle Petter · Ellie Rayer · Sarah Robertson · Anna Toman · Susannah Townsend · Laura Unsworth · Leah Wilkinson |

## Clasament pe medalii
| Loc   | Țară           | Aur | Argint | Bronz | Total |
| ----- | -------------- | --- | ------ | ----- | ----- |
| 1     | Belgia         | 1   | 0      | 0     | 1     |
| 1     | Olanda         | 1   | 0      | 0     | 1     |
| 3     | Argentina      | 0   | 1      | 0     | 1     |
| 3     | Australia      | 0   | 1      | 0     | 1     |
| 5     | Marea Britanie | 0   | 0      | 1     | 1     |
| 5     | India          | 0   | 0      | 1     | 1     |
| Total | Total          | 2   | 2      | 2     | 6     |